# Иностранные концессии в СССР

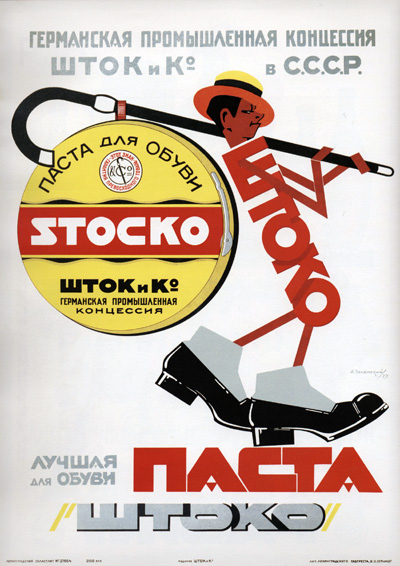
Германская промышленная концессия. Реклама обувного крема, СССР, 1929.

Иностранные концессии в СССР — коммерческие предприятия (концессии) с иностранными инвестициями (полными или частичными), которые существовали на территории Советского Союза с 1920 года по 1944 год. 
Договоры о торговых концессиях заключались на год и позднее возобновлялись, а договоры о промышленных концессиях могли заключаться на несколько десятилетий. Например, концессия "Swedish General Electric", основанная в 1927 году, подписала контракт с советской стороной до 1962 года. Японская фирма "Hokushinkai oil concession" на Сахалине подписала контракт с СССР до 1975 года. 
Наибольшее число концессий — 103 — действовало в СССР в 1926 году.
Участие в концессиях приносило иностранным акционерам большие (до 500—600 %) прибыли за счёт существенной разницы между внутренними и внешними ценами на производимую в СССР продукцию. Советской стороне продажа через смешанные компании позволяла избежать исков со стороны иностранных собственников национализированных в 1917—1918 годах предприятий, при вывозе и продаже товаров. Немецкие концессии позволяли Германии обходить ограничения, наложенные на неё Версальским договором. Кроме того, благодаря концессиям советской стороне удалось договориться с некоторыми бывшими собственниками (например, в лесной промышленности) о компенсации за национализированное имущество.

## Необходимость концессий
Концессии были необходимы для скорейшего восстановления разрушенной в годы гражданской войны промышленности, в первую очередь — её ориентированных на экспорт отраслей; для заимствования новейших на то время технологий; и для привлечения компетентного административно-инженерного персонала на период подготовки соответствующих собственных кадров.
Вместе с тем в советской внешней торговле сложилась тяжёлая ситуация. Советская власть национализировала имущество бывших иностранных собственников на сумму более чем в 1,5 млрд золотых рублей и аннулировало царские долги. За это последовал бойкот, нанёсший вред внешней торговле. Западные банки отказывались покупать советское золото и выдавать под него кредиты, западные транспортные компании не желали перевозить советские грузы, а западные страховые фирмы отказывались страховать советские грузы.

## Законодательная основа
Желательность иностранных концессий была продекларирована Первым всероссийским съездом совнархозов в декабре 1917 года, однако, последовавшие за этим переговоры с представителями американского и европейского капитала были прекращены из-за иностранной интервенции и гражданской войны. 23 ноября 1920 года после некоторой стабилизации политической ситуации Ленин подписал «Декрет об общих экономических и юридических условиях концессий», разрешавший предоставление концессий иностранному капиталу. 12 апреля 1923 года был принят Декрет ВЦИК и СНК РСФСР «О порядке допущения иностранных фирм к производству торговых операций в пределах РСФСР».
Первая иностранная концессия носила реституционный характер: в июле 1921 года было заключено соглашение с датской компанией «Большое Северное телеграфное общество» (действовала на территории Российской империи с 1869 года), которое предусматривало обязательство Советского правительства покрыть 6 млн франков (в основном это был
дореволюционный долг русских правительств Обществу). По причине реституционного характера датской телеграфной концессии, первой иностранной концессией в советской России в советской литературе считалась концессия «Аламерико» в ноябре 1921 года.
В условиях политической изоляции Советского государства переговоры о концессиях велись с британским финансистом Урквартом, который был хорошо известен ещё в дореволюционной России. Группа Уркварта претендовала на компенсацию в размере 56 млн фунтов стерлингов (треть всех английских претензий). Летом 1921 года Уркварт безуспешно пытался получить в концессию четыре своих завода в России.
Осознавая степень риска подобных инвестиций, Уркварт потребовал таких гарантий, которые были неприемлемы для многих членов руководства ВКП(б), поэтому достигнутые им с Красиным предварительные договорённости были отвергнуты Лениным. Эти договорённости (концессионный договор, заключённый 9 сентября 1922 года) предусматривали следующее:
- Срок концессионного договора определён в 99 лет;
- Россия выплачивала Уркварту аванс в сумме 150 тыс. фунтов стерлингов и 20 млн рублей в советских облигациях (Красин подчёркивал, что этими выплатами советское правительство не «компенсирует», а лишь пытается облегчить начало работ).

В 1921-22 годах было все же предоставлено 18 концессий. И только с 21 августа 1923 года, после того, как был образован Главконцесском и была создана юридическая база для проведения переговоров и передачи советской собственности иностранным предприятиям можно говорить о широком развёртывании деятельности иностранных концессий в РСФСР.
Ленин писал:

Мы приносим жертвы, отдавая иностранному капиталу миллионы ценнейших материалов…, но в то же время мы должны получить необходимые нам выгоды, то есть увеличение количества продуктов и, по возможности, улучшение положения наших рабочих, как занятых на концессионных предприятиях, так и незанятых.— Ленин В. И. Полное собрание сочинений, 5 изд., т. 43, с. 190

## Виды концессий и их значение для экономики СССР
Иностранные концессии в СССР подразделялись на три вида. 
К первому виду («чистая» концессия) относились соглашения между СССР и иностранной компанией, по которому последняя могла вести деятельность в СССР согласно правовой теории узуфрукта, то есть без приобретения прав собственности. 
Ко второму виду («смешанная» компания) относились компании со смешанным советским и иностранным капиталом (сначала 50:50, затем — 51:49). Председателем правления такой компании всегда был представитель советской стороны с правом решающего голоса. В этом случае иностранная компания инвестировала капитал и технологии или профессиональные навыки, а СССР предоставлял объект и возможность хозяйственной деятельности. 
Концессии третьего вида (контракт на техническое содействие) считались концессиями только в СССР. На Западе они обычно рассматривались, как поставка (продажа) технических знаний, патентов, конструкторских решений и других способов передачи технологий. Фактически, это были «обратные концессии», по которым СССР за плату получал возможность пользоваться иностранными технологическими ресурсами. 
Согласно приводимой Э. Саттоном советской статистике по состоянию на 1925-1926 годы было предоставлено 330 концессий первого и второго типа, по состоянию на 1929-1930-годы - 134 концессии третьего типа. За другие годы данные не приводятся.
Сравнительно небольшое суммарное количество предоставленных концессий может создать впечатление их несущественности для советской экономики. Однако, для понимания важности концессий необходимо учесть следующие, описанные Саттоном аспекты этого вопроса: во-первых, концессии распределялись по всем секторам советской экономики, кроме мебельной промышленности; во-вторых, объединение родственных предприятий в тресты позволяло незамедлительно переносить полученные по единичной концессии технологии на все предприятия треста; в-третьих, исключительно за счёт иностранных концессий, либо в большой степени благодаря им, был восстановлен и существенно увеличен экспортный потенциал советской экономики (нефть и нефтепродукты, руда, лес), а также восстановлены такие стратегические отрасли, как добыча угля, чёрная и цветная металлургия, железнодорожный транспорт; в-четвёртых, общее количество промышленных предприятий в СССР на тот период было не таким большим, как после индустриализации, и на этом фоне даже 460 (по неполным данным) концессий представляют собой весьма заметную цифру, что косвенно подтверждается следующими данными из цитируемого Саттоном отчёта американского консульства в Вене (Отчёт 2158 от 09.04.1929): «Из 770 директоров заводов 3,5 % не имеют никакого школьного образования, 71,6 % имеют начальное школьное образование, а остальные — полное школьное образование».

## Концессионный бойкот со стороны бывших собственников национализированных предприятий
Некоторые бывшие иностранные собственники национализированных предприятий вели тактику бойкота советских концессий, требуя компенсации за национализированное имущество.
В ноябре 1920 года начались переговоры с двумя английскими нефтяными группами о сдаче им в концессии бакинских и грозненских нефтяных промыслов. Бывшие акционеры потребовали компенсации и выразили такую позицию:

Предлагаемые концессии отвергают права собственников. Это предложение заключается в том, чтобы британские нефтяные круги купили добро уворованное — даже не русских, а главным образом британских подданных
Иностранные фирмы желали получить в концессию либо те нефтяные промыслы, которые им раньше принадлежали, или совершенно свободные участки, не принадлежавшие никакой фирме (но не те, что раньше были собственностью другой компании).
Гаагская конференция 20 июля 1922 года приняла резолюцию, предусматривавшую концессионный бойкот:

«Конференция обращает внимание всех представленных здесь правительств на желательность того, чтобы все правительства не поддерживали своих подданных в их попытках приобрести в России имущество, ранее принадлежавшее иностранным подданным и конфискованное после 1 ноября 1917 г.»
В Великобритании, Франции и Бельгии были созданы объединения бывших владельцев национализированной собственности, которые следили за выполнением резолюции Гаагской конференции от 20 июля 1922 года. От имени бывших собственников в иностранные суды подавались иски об аресте поставленных советских товаров, произведённых на национализированных предприятиях. В итоге крупные фирмы часто во избежание исков бывших собственников предпочитали не заключать сделок с советской стороной. Покупателями советской продукции становились небольшие фирмы, которые приобретали её на менее выгодных, чем крупные собственники, условиях. В частности, советский лес приходилось продавать только неклеймёный и по невысокой цене.
В 1922 году 18 нефтепромышленных обществ заключили «Договор о блокаде русской нефти», обязавшись не брать в концессию нефтепромыслы, которые до революции принадлежали кому-либо из них или государству

## Концессии и реституционные выплаты
Некоторые концессии предусматривали реституционные выплаты бывшим собственникам:
- В договорах 1923 года с лесными обществами «Руссанглолес», «Руссголландолес» и «Русснорвеголес» вопрос о реституции был прописан открыто — фирмы отказались от всех прав собственности в России, получив взамен компенсацию в размере от 20% до 40% стоимости их национализированного имущества. Причём эту компенсацию они должны были вложить в оплату их участия в смешанном акционерном обществе, а советская власть предоставила им участки для заготовки леса и лесопильные заводы. Фирмы вложили к 1926 году в дело более 15 млн рублей и обеспечивали 25 % всего северного лесного экспорта. Вскоре мировые цены на лес снизились, а советское государство продолжало брать фиксированные платежи. Лесные предприятия не исполнили свои обязательства по концессионным договорам (не построили лесовозные дороги и предприятия глубокой переработки древесины). В 1928—1929 годах предприятия были досрочно выкуплены государственным трестом «Северолес»;
- В скрытом виде реституционные требования были прописаны в ряде концессионных договоров. Например, при расчёте платежей, требуемых Главконцесскомом от фирмы Гарримана, имелось в виду, что эта компания должна будет делать платежи также бывшим собственникам.

## Условия предоставления концессий
Иностранные участники смешанных концессионных обществ столкнулись со следующими проблемами:
- Иностранный партнёр должен был немедленно внести свою долю, а советская сторона редко вносила более 20 % своей доли;
- Часто советская сторона требовала от иностранного партнёра предоставить кредит обществу или советскому государству.
- Формально смешанные общества создавались почти на паритетных началах, но председателем мог быть только советский гражданин с правом решающего голоса;
- Дивиденды по акциям советской стороны выплачивались в первую очередь.

На 1 января 1926 года советская сторона вложила в смешанные общества более 9 млн рублей, а иностранных кредитов они привлекли на 38 млн рублей.

## Рентабельность концессий
Первые годы иностранные концессии могли быть очень рентабельными — 500—600 %. Высокая рентабельность была связана с тем, что цены советского внутреннего рынка почти не изменились с 1913 года, а цены внешней торговли практически удвоились. По оценке Леонида Красина, индекс цен на сельскохозяйственные товары (по сравнению с 1913 годом) составил на внутреннем рынке 103,2, а на внешнем 197,2. На промышленные товары разница была ещё больше.
Иностранные концессии вывозили из советской России следующие товары:
- Металлический лом («Деруметалл»);
- Сало, хлеб («Руссобрит»);
- Яйца («„Беккер“, Унион»);
- Дичь («Унион»);
- Пух, перо, кишки.

### Концессии и германская военная программа
Версальский мирный договор наложил на Германию ряд ограничений. Советско-германские общества помогали обходить некоторые из них. «Дерулюфт» обслуживал воздушную линию Москва — Берлин, причём самолёты общества принадлежали СССР, чтобы обойти ограничения по Версальскому договору на количество самолётов для немецкой стороны.
В обход Версальского договора «Дерулюфт» и «Дерутра» перевозили военные грузы, а «Деруметалл» вывозил из России металлический лом для германской тяжёлой промышленности. Кроме того, в Советской России производились германскими фирмами следующие запрещённые виды военной продукции:
- фирма Круппа (у неё в СССР была сельскохозяйственная концессия на Дону) построила заводы по производству ядовитых газов и гранат;
- химический завод «Берсоль» в Троцке Самарской губернии (концессия Штольценберга, завод создан в 1924 году) производил ядовитые газы.

Окупаемость германских акционеров могла быть очень быстрой. Так, Отто Вольф получил в «Русгерторге» более 600 % прибыли, проработав чуть более года.

## Численность и географическое расположение иностранных концессий в СССР
Максимальное число действующих иностранных концессий в СССР — 103 — было в 1926 году. На Дальнем Востоке в 1926 году действовало 7 японских концессий (по добыче нефти, угля, газа и других ресурсов). Также на Дальнем Востоке действовали британские концессии («Tetiukhe Mininig Corporation» и «Priamur Mining and Industrial Society») и китайская Эгершельдская биржа.

## Ликвидация концессий
К 1928 году советское правительство нашло более эффективный способ развития промышленности, нежели концессии, а именно — заключение индивидуальных контрактов с западными фирмами и отдельными специалистами. Запад мог отказывать СССР в кредитах, крупные фирмы — в поставках, но он не мог запретить инженерам ехать в СССР на заработки. Последний договор на концессию был заключён в марте 1930 года с немецкей фирмой «Лео Верке» (Leo Werke) — на производство зубоврачебных товаров.
Конец иностранным концессиям положило постановление СНК от 27 декабря 1930 г., согласно которому все прежние договоры о концессиях были аннулированы (за некоторыми исключениями), а Главконцеском был низведён до уровня совещательного органа. При этом подписанные ранее соглашения о технической помощи оставались в силе.
Однако процесс постепенной ликвидации иностранных концессий начался ещё в 1923 г. и продолжался на протяжении всего десятилетия. К концу 1920-х годов в СССР остались только 59 концессий, 6 акционерных обществ и 27 «разрешений на деятельность». К 1933 году были ликвидированы все промышленные концессии, а к середине 1930-х — все торговые, кроме датской телеграфной концессии (проработавшей в СССР до конца 1938 г.), концессий, полученных Японией на рыбную ловлю и разработку угольных и нефтяных месторождений на Дальнем Востоке, и концессии Standard Oil. Японские концессии на Северном Сахалине официально прекратили действовать 30 марта 1944 года.
В некоторых случаях концессии закрывались по политическим мотивам. Так после убийства в 1923 году в Швейцарии дипломата Воровского было объявлено, что все швейцарские концессии на территории СССР будут закрыты, и впредь швейцарцы не получат разрешения на коммерческую деятельность в Советском Союзе.
Приняв решение о закрытии иностранных концессий, советская сторона прибегала к силе лишь в исключительных случаях (пример — Caucasian-American Trading and Mining Company, закрытая в 1924 году), предпочитая выдавливать иностранцев со своей территории экономическими методами — с помощью бюрократии, налогов, таможенных сборов, затруднений с вывозом капитала и т. п.
Зачастую торговым концессиям не продлевали контракт. Так немецкую фирму International Warenaustausch Aktiengesellschaft, которая паковала яйца и отправляла их в Германию, в 1929 году уведомили о прекращении договора. Немецкая сторона судилась и выиграла суд в Берлине, но не смогла возместить убытки. В то же время советская сторона создала собственную организацию по экспорту яиц.
Латвийской концессии Richard Kablitz Company, которая имела в СССР 6 заводов по производству бытового и промышленного нагревательного оборудования и являлась монополистом в этой сфере, запретили вопреки контракту переводить деньги за границу. Впоследствии власти обложили фирму налогом в 300 тысяч золотых рублей, что привело к её ликвидации. Те же методы применялись и в отношении других фирм.
В некоторых случаях для ликвидации концессий использовались такие методы, как создание невозможных условий для работы — например, в случае с сельскохозяйственной фирмой Drusag, 90 % акций которой принадлежало правительству Германии. В 1929—1930 гг. в отношении руководства фирмы властями СССР были инициированы судебные процессы по факту нарушений условий труда, после чего в Drusag были конфискованы автомобили и пишущие машинки. На зарплату всех немецких специалистов был наложен дополнительный 3%-ый налог. Почта за границу перехватывалась.
Аналогичная ситуация сложилась на фабрике фетровых изделий The Novik под Москвой (ликвидирована в ноябре 1929 года) и Tetuikhe Mining Corporation в Приморском крае (ликвидирована в декабре 1931 года).
Таким образом, иностранные концессии в СССР приветствовались как источник инвестиций, технологий и управленческих практик до тех пор, пока они не превращались в рентабельный бизнес, приносящий прибыль его владельцам или соучредителям. После этого Советское правительство различными способами — основными из которых были препятствование выводу прибыли за границу и трудовые конфликты — начинало всячески затруднять работу концессий и, в конечном счёте, экспроприировало эти предприятия за очень редкими исключениями аннулирования концессии с предварительным уведомлением, когда таковое предусматривалось концессионным соглашением, или их выкупа у иностранной стороны (например, угольные шахты на о. Шпицберген).